# گرد کردن

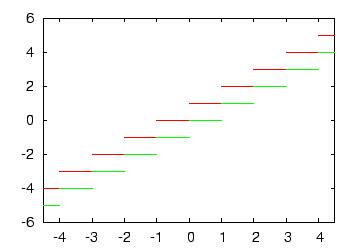
گرد کردن عملی است که در آن یک عدد با عدد دیگری که ارزش آن نزدیک به عدد اصلی است جایگزین می‌شود

گرد کردن عملی است که در آن یک عدد با عدد دیگری که ارزش آن نزدیک به عدد اصلی است جایگزین می‌شود تا اعداد کوتاه‌تر یا ساده‌تر شود. برای مثال ۲۳٫۴۴۷۶ دلار به ۲۳٫۴۵ دلار گرد شود یا کسر ۳۱۲⁄۹۳۷ به صورت ساده ۱⁄۳ تبدیل شود یا مقدار رادیکال دو به ۱٫۴۱۴ گرد می‌شود.
گرد کردن باعث تولید خطای گرد کردن می‌شود که تفاضل مقدار واقعی و مقدار گرد شده است.

## انواع گرد کردن
انواع گرد کردن عبارتند از:
- تقریب زدن یک عدد گنگ به یک کسر نزدیک مثلاً π به ۲۲/۷؛
- تبدیل یک کسر که تعمیم آن به شکل یک عدد اعشاری متناوب است به یک عدد اعشاری با تعداد ارقام متناهی، مثلاً ۵/۳ به ۱٫۶۶۶۷؛
- جایگزینی یک کسر ساده‌ناشدنی با اعداد بزرگ به یک کسر ساده، مثلاً ۳۱۲۲/۹۴۱۷ به ۱/۳؛
- تبدیل یک اعداد اعشاری با چندین رقم اعشار به عددی با چندین رقم کمتر مثلاً ۲٫۱۷۸۴ دلار به ۲٫۱۸ دلار؛
- تبدیل یک عدد صحیح به عددی که چندین رقم آخرش صفر باشد مثلاً، ۲۳٬۲۱۷ نفر به ۲۳٬۲۰۰ نفر؛
- یا به طور عمومی تبدیل یک عدد به عددی نزدیک که ضریب عددی خاص باشد مثلاً ۲۷٫۲ ثانیه به ۳۰ ثانیه (مضرب ۱۵).

## گرد کردن به عدد صحیح
برای گرد کردن عددی همچون y به عددی صحیح همچون q راه‌های زیادی وجود دارد. راه‌هایی که بیشتر معمولند عبارتند از
- قطع‌کردن (یا جزء صحیح گرفتن): q بزرگترین عدد صحیح کوچکتر یا مساوی y خواهد بود.
{\displaystyle q=\mathrm {floor} (y)=\left\lfloor y\right\rfloor =-\left\lceil -y\right\rceil \,}
- گرد کردن به بالا (یا سقف گرفتن): q کوچکترین عدد صحیحی خواهد بود که مساوی یا بزرگتر از y باشد.
{\displaystyle q=\mathrm {ceil} (y)=\left\lceil y\right\rceil =-\left\lfloor -y\right\rfloor \,}
- گرد کردن به سمت صفر : q بخش قبل از ممیز y است.
{\displaystyle q=\mathrm {truncate} (y)=\operatorname {sgn}(y)\left\lfloor \left|y\right|\right\rfloor =-\operatorname {sgn}(y)\left\lceil -\left|y\right|\right\rceil \,}
- گرد کردن به سمت دور از صفر : اگر y صحیح باشد، q همان y خواهد بود؛ در غیر این صورت q نزدیکترین عدد صحیح به صفر خواهد بود به طوری که y بین صفر و q باشد.
{\displaystyle q=\operatorname {sgn}(y)\left\lceil \left|y\right|\right\rceil =-\operatorname {sgn}(y)\left\lfloor -\left|y\right|\right\rfloor \,}
- گرد کردن به نزدیک: q نزدیکترین عدد صحیح به y است.

| y      | گرد کردن به پایین (به سمت −∞) | گرد کردن به بالا (به سمت +∞) | گرد کردن به سمت صفر | گرد کردن به سمت دور از صفر | گرد کردن به سمت نزدیکترین |
| ------ | ----------------------------- | ---------------------------- | ------------------- | -------------------------- | ------------------------- |
| +۲۳٫۶۷ | +۲۳                           | +۲۴                          | +۲۳                 | +۲۴                        | +۲۴                       |
| +۲۳٫۵۰ | +۲۳                           | +۲۴                          | +۲۳                 | +۲۴                        | +۲۳ یا +۲۴                |
| +۲۳٫۳۵ | +۲۳                           | +۲۴                          | +۲۳                 | +۲۴                        | +۲۳                       |
| +۲۳٫۰۰ | +۲۳                           | +۲۳                          | +۲۳                 | +۲۳                        | +۲۳                       |
| ۰      | ۰                             | ۰                            | ۰                   | ۰                          | ۰                         |
| −۲۳٫۰۰ | −۲۳                           | −۲۳                          | −۲۳                 | −۲۳                        | −۲۳                       |
| −۲۳٫۳۵ | −۲۴                           | −۲۳                          | −۲۳                 | −۲۴                        | −۲۳                       |
| −۲۳٫۵۰ | −۲۴                           | −۲۳                          | −۲۳                 | −۲۴                        | −۲۳ یا −۲۴                |
| −۲۳٫۶۷ | −۲۴                           | −۲۳                          | −۲۳                 | −۲۴                        | −۲۴                       |

برای گرد کردن به سمت نزدیکترین معمولاً با توجه به اعشار این کار را می‌کنند بدین صورت که اگر رقم اول اعشار صفر تا ۴ بود به سمت عدد کوچکتر اگر رقم اول اعشار ۶ تا ۹ بود به سمت عدد بزرگتر و اگر پنج بود در مواقعی به سمت بالا و در مواقعی به سمت پایین گرد می‌شود.
راه دیگری نیز برای گرد کردن وجود دارد و آن این است که به عدد مورد نظر ۱/۲ (۰٫۵) را می‌افزاییم و از نتیجه جزء صحیح می‌گیریم.